# والي وود
والي وود (بالإنجليزية: Wally Wood)‏ هو محرر ورسام كارتون أمريكي، ولد في 17 يونيو 1927 في ميناهغا في الولايات المتحدة، وتوفي في 2 نوفمبر 1981 في لوس أنجلوس في الولايات المتحدة.

## وصلات خارجية
- والي وود على موقع IMDb (الإنجليزية)